# Agrochola rufolinea
Agrochola rufolinea là một loài bướm đêm trong họ Noctuidae.